# Thysanoessa
Thysanoessa is een geslacht van kreeftachtigen uit de familie van de Euphausiidae.

## Soorten
- Thysanoessa gregaria G.O. Sars, 1883
- Thysanoessa inermis (Krøyer, 1846)
- Thysanoessa inspinata Nemoto, 1963
- Thysanoessa longicaudata (Krøyer, 1846)
- Thysanoessa longipes Brandt, 1851
- Thysanoessa macrura G.O. Sars, 1883
- Thysanoessa parva Hansen, 1905
- Thysanoessa raschii (M. Sars, 1864)
- Thysanoessa spinifera Holmes, 1900
- Thysanoessa vicina Hansen, 1911